# Aéroport de Tucuruí
L'aéroport de Tucuruí (code IATA : TUR • code OACI : SBTU) est l'aéroport desservant la ville de Tucuruí au Brésil.

## Compagnies aériennes et destinations
| Compagnies              | Destinations              |
| ----------------------- | ------------------------- |
| Azul Brazilian Airlines | Araguaína, Belém, Carajás |

## Situation
L'aéroport est situé à 8 km du centre-ville de Tucuruí.
| \| 200 km1:42 212 000 \| São Paulo-Guarulhos São Paulo-Congonhas Brasília Rio-Galeão Belo Horizonte Campinas Rio-Santos-Dumont Recife Porto Alegre Salvador Fortaleza Curitiba Florianópolis Belém Vitória Goiânia Manaus Navegantes |
| 200 km1:42 212 000 |